# Franeker
Franeker (en frisó: Frjentsjer) és una de les 11 ciutats de la província de Frísia i capital de la municipalitat de Franekeradeel. És a 10 km a l'oest de Ljouwert al Canal Van Harinxma. L'1 de gener de 2006 tenia 12.996 habitants. Franeker és famosa pel planetari més antic, el que va construir a sa casa l'astrònom Eise Isinga.

## Història
Franeker va ser fundada vora el 800 com una fortalesa carolíngia. El nom probablement deriva de "Froon-acker" (país del rei), nogensmenys, el carrer més antic de la vila s'anomena Froonacker. Franeker va rebre drets de ciutat el 1374. Al segle xv el Duc de Saxònia Albert III s'hi establí. Del 1585 al 1811 la ciutat hostatjà la Universitat de Franeker, la segona més antiga dels Països Baixos.
Fou un municipi independent fins l'1 de gener de 1984.
El Krystkongres (Congrés de Nadal), normalment celebrat a Franeker, és la reunió anual d'estudiants frisons que viuen a ciutats holandeses.

## Esports
Des de 1852 Franeker acull el 'Permanente Commissie', el torneig més important del joc de pilota a mà frisó.
Per ser una de les ciutats frisones, per Franeker passa la Volta a les onze ciutats (Elfstedentocht), una competició de patinatge de resistència.

## Persones il·lustres
- Sebald Justinus Brugmans (1763-1819), botànic
- Jan Hendrik Oort (1900-1992), astrònom